# Drosse

Les drosses sont appelés sur ce schéma en anglais "Tiller ropes"

Sur un navire ou sur un canot automobile les drosses sont les câbles de commande qui transmettent les mouvements de la barre à roue au safran. Les drosses peuvent être également constitués par un cordage, un filin, une  chaine ou une tringle métallique. Les drosses transmettent directement le mouvement au safran ou, sur des navires d'une certaine taille, agissent sur un servomoteur qui actionne le ou les safrans.

## Description
Dans la marine à voiles ancienne, ce terme avait, en outre, d'autres sens :
- La drosse dite de ragage  était un cordage utilisé pour immobiliser une vergue mobile sur son mât, une fois celle-ci mise en position.
- La drosse était un cordage fixé sur l'affut d'un canon et dont les extrémités étaient attachées au sabord du canon.

Aujourd'hui, en yachting, ce mot reprend toujours le concept de commande :
- La drosse d'enrouleur ou d'emmagasineur sert à ferler une voile.
- La drosse d'un gréement latin rejoint exactement le sens de drosse de ragage[2].
- Les drosses de barre commandent les mouvements de la barre à roue vers le safran.